# Adolf Mauer

Adolf Mauer

Adolf Mauer (* 13. Dezember 1899 in Traunstein; † 15. März 1978 in Reutlingen) war ein deutscher Politiker (NSDAP) und SA-Führer.

## Leben und Wirken
Von 1906 bis 1914 besuchte Mauer die Volksschule und die Realschule. Anschließend absolvierte er bis 1917 eine Lehre zum Mechaniker. Nachdem er von 1917 bis 1919 im Ersten Weltkrieg dem Deutschen Heer angehört hatte, arbeitete er von 1919 bis 1921 als Schlosser, Vorarbeiter und Monteur in Maschinenfabriken.
Der SA trat er spätestens 1923 bei und erreichte dort im November 1942 den Rang eines Oberführers. Zum 1. März 1930 trat er der NSDAP bei (Mitgliedsnummer 212.508). In den 1930er Jahren übernahm Mauer die Organisation der NSDAP in Stadt und Oberamt Heidenheim. Im Februar 1934 wurde er Gaupropagandaleiter der Gauleitung Württemberg-Hohenzollern und parallel von November 1934 bis Mai 1937 Kreisleiter in Stuttgart. Im Mai 1937 übernahm Mauer die Leitung des württembergischen „Reichspropagandaamtes“, sein Nachfolger als Stuttgarter Kreisleiter wurde Wilhelm Fischer.
Als Leiter des württembergischen Reichspropagandaamtes war Mauer unter anderem an der Organisation der Niederbrennung der Synagoge in Bad Cannstatt am 9. November 1938 beteiligt. Im April 1942 wurde er zum Oberbereichsleiter befördert.
Mauer trat am 20. Januar 1940 im Nachrückverfahren für den verstorbenen Abgeordneten Eugen Maier als Abgeordneter in den nationalsozialistischen Reichstag ein, dem er bis zum Ende der NS-Herrschaft als Vertreter des Wahlkreises 31 (Württemberg) angehörte.
Da Mauer für das Amt des stellvertretenden Gauleiters in Württemberg-Hohenzollern vorgesehen war, wurde er im Sommer 1943 zum Dienst in die Parteikanzlei berufen und dort im April 1944 offiziell hin versetzt. Im März 1945 kehrte er nach Stuttgart zurück. Ob er anschließend das Amt des stellvertretenden Gauleiters übernahm, ist unbekannt.
Nach Kriegsende wurde Mauer von der französischen Besatzungsmacht im Internierungslager Tuttlingen inhaftiert. Er wurde im Dezember 1949 von der Zentralspruchkammer Ludwigsburg als Hauptbeschuldigter zu zwei Jahren Lagerhaft verurteilt, in der Berufungsverhandlung im Dezember 1950 wurde aus ihm ein Beschuldigter ohne Freiheitsstrafe, die Vermögenssühne wurde 1951 aufgehoben und 1954 seinem Gnadengesuch durch Ministerpräsident Gebhard Müller (CDU) stattgegeben. Mauer wohnte nun in Reutlingen und unterhielt dort ein Ingenieurbüro. Mauer kritisierte öffentlich die 1975 vom Archivar Paul Sauer verfasste Untersuchung Württemberg in der Zeit des Nationalsozialismus.